# Inocellia sinensis
Inocellia sinensis är en halssländeart som beskrevs av Navás 1936. Inocellia sinensis ingår i släktet Inocellia och familjen reliktsländor. Inga underarter finns listade i Catalogue of Life.